# Valtorres
Valtorres ist ein nordspanischer Ort und eine Gemeinde (municipio) mit 75 Einwohnern (Stand: 2024) im Westen der Provinz Saragossa und der Autonomen Region Aragonien. Der Ort gehört zur bevölkerungsarmen Serranía Celtibérica. 

## Lage und Klima
Valtorres liegt etwa 100 Kilometer (Luftlinie) westsüdwestlich von Saragossa in einer Höhe von 680 m. 
Im Norden der Gemeinde verläuft die Autovía A-2.
Das Klima ist gemäßigt bis warm; der eher spärliche Regen (ca. 442 mm/Jahr) fällt mit Ausnahme der eher trockenen Sommermonate übers Jahr verteilt.

## Bevölkerungsentwicklung
| Jahr      | 1970 | 1981 | 1991 | 2001 | 2011 | 2021 |
| Einwohner | 253  | 173  | 126  | 94   | 95   | 63   |

Die Mechanisierung der Landwirtschaft, die Aufgabe bäuerlicher Kleinbetriebe und der damit verbundene Verlust von Arbeitsplätzen führten seit der Mitte des 20. Jahrhunderts zu einem deutlichen Rückgang der Bevölkerung (Landflucht).

## Sehenswürdigkeiten
- Marienkirche (Iglesia de Santa María)